# Dipartimento di Bella Vista
Bella Vista è un dipartimento argentino, situato nella parte centro-occidentale della provincia di Corrientes, con capoluogo Bella Vista.
Esso confina con i dipartimenti di Empedrado, Saladas, San Roque e Lavalle, e con la provincia di Santa Fe.
Secondo il censimento del 2001, su un territorio di 1.695 km², la popolazione ammontava a 35.350 abitanti, con un aumento demografico del 14,16% rispetto al censimento del 1991.
Il dipartimento comprende un unico comune, quello del capoluogo Bella Vista.